# Madinat al-Zahra'
'Madīnat al-Zahrāʾ (in arabo  ﻣﺪﻳﻨـة الزهراء‎?, ossia 'la città splendente'), è stata una residenza califfale omayyade tra il X e l'XI secolo. Il sito archeologico è situato ai piedi della Sierra Morena, a circa 5 km a ovest di Cordova, in Spagna.
Chiamata anche Madinat Azahara, oppure Madinat az-Zahraʾ - dal nome della presunta concubina preferita del califfo ʿAbd al-Rahmān III, al-Nāsir li-dīn Allāh, che ne avrebbe patrocinato la costruzione - è stata dichiarata dall'UNESCO patrimonio dell'umanità e ha ricevuto finanziamenti della Comunità Europea perché si possano proseguire gli scavi intrapresi per la prima volta nel 1911.

## Storia della città
La costruzione di Madīnat al-Zahrāʾ cominciò nel 936 e fu ordinata dal primo califfo andaluso, ʿAbd al-Rahmān III, che decise di fondarla per farne il centro di rappresentanza del nuovo califfato, da lui stesso da poco proclamato, con un progetto urbanistico che per immagine, importanza e utilizzo di risorse può essere paragonato, facendo le dovute proporzioni, alla realizzazione di San Pietroburgo, Caserta o Versailles, tanto da essere da qualcuno definita proprio "la Versailles dimenticata del Medioevo".
Fonti musulmane affermano che per la costruzione di questa città, unica nel suo genere e paragonabile solo al palazzo califfale abbaside di Samarra, vennero usati fino a 10.000 operai, che posero in opera fino a 6.000 pietre al giorno, utilizzando circa 400 carichi di gesso e calce, trasportati da circa 1.500 animali da soma. La reggia, che avrebbe potuto ospitare fino a dodicimila persone, contava 4.300 colonne in marmo.
Purtroppo, la parte visibile oggi del sito archeologico costituisce solo il 10% della sua estensione originale, che copriva 112 ettari ed era stata pensata e progettata di proposito alle pendici della Sierra Morena per essere vista a distanza di miglia, tanto dai sudditi del califfato quanto dagli ambasciatori provenienti da altri paesi.
Il califfo ʿAbd al-Rahmān III volle edificare una nuova città che fosse simbolo del suo potere e della dignità della sua carica, imitando in questo altri califfi orientali, ma soprattutto per mostrare la propria superiorità rispetto agli Imam-califfi fatimidi del Cairo - sciiti e nemici degli Omayyadi, in gran parte invece sunniti - ma anche degli Abbasidi di Baghdad.
Al contrario della maggior parte delle città islamiche tradizionali, carenti sotto il profilo urbanistico (anche se a ciò facevano eccezione proprio Baghdad e il Cairo), Madinat al-Zahrāʾ era a pianta rettangolare (circa 1500x750 m), con vie tracciate ortogonalmente, una rete fognaria e una di canali per il rifornimento dell'acqua perfettamente progettate. È considerata la superficie urbana più grande progettata e interamente costruita nell'area mediterranea.

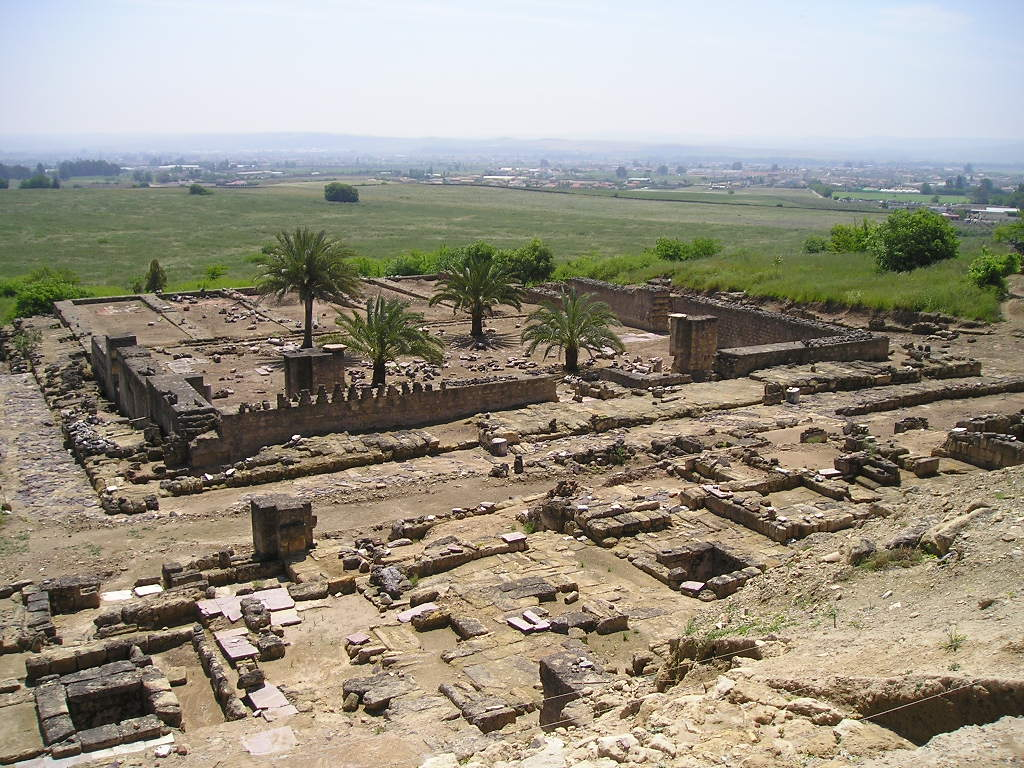
La moschea-congregazionale (in spagnolo aljama)

La sua moschea-cattedrale, o congregazionale (in arabo al-jāmiʿ ), fu completata nell'anno 941, ma la corte califfale si trasferì nella città solamente nel 945, mentre la zecca (Dār al-sikka ) vi fu trasferita nel 947/948. La città era collegata a Cordova da almeno due strade: una, di cui restano tracce visibili, accedeva direttamente al palazzo dal lato nord; l'altra, invece, entrava in città dal lato sud. Il suo lusso e la sua bellezza divennero proverbiali ai tempi del massimo splendore del califfato omayyade in Andalusia (in arabo al-Andalus).
Tale bellezza era però destinata a durare poco: già nel 1010, infatti, cominciò la distruzione della città, che non aveva nemmeno 80 anni, a seguito della guerra civile (in arabo fitna ) che pose fine al califfato e alla dinastia omayyade andalusa. La distruzione proseguì fino al 1013, anche ad opera di una tribù di puritani iconoclasti provenienti dal Nord Africa e fu poi continuata dallo spoglio che durò fino al secolo scorso, al fine di recuperare materiale da costruzione per la vicina città di Cordova. 
Madīnat al-Zahrāʾ fu dimenticata e per secoli fu conosciuta solo come 'Cordova vecchia', finché fu finalmente ritrovata nel 1911 quando vennero effettuati i primi scavi archeologici. Nel 1985 il sito archeologico passò sotto la giurisdizione della Junta de Andalucia, che proseguì gli scavi. La parte ancora ricoperta da terriccio è minacciata dalla costruzione di case residenziali nei dintorni di Cordova, come è stato denunciato sia dal governo locale sia dal quotidiano statunitense The New York Times.
Dall'aprile 2007 sono iniziati gli scavi all'esterno del palazzo, per documentare il tracciato della muraglia sud della città e per localizzare alcune delle porte secondarie e delle strutture inframurarie corrispondenti alla periferia della città.
Sotto il profilo architettonico, Madīnat al-Zahrāʾ ha grandemente contribuito a definire lo stile moresco, cioè il gusto architettonico indipendente del bilād al-Andalus.

## Sito archeologico attuale
La città archeologica consiste di tre livelli terrazzati: durante la visita si entra dal livello più alto e si scende fino al livello inferiore. 
Nella terrazza superiore si trova la residenza del califfo e dei più importanti dignitari di corte, oltre ad organi amministrativi di governo e a stanze adibite all'alloggio di guardie (in arabo al-qasr, il palazzo). 
La terrazza mediana è occupata da giardini e orti, mentre in quella inferiore si trovano la moschea e la città vera e propria.
L'entrata è possibile attraverso la porta nord, disposta "a gomito": un dispositivo di sicurezza frequentemente utilizzato nelle città islamiche. Si scende poi per una serie di rampe fino agli acquartieramenti delle truppe (in arabo dār al-jund, la 'Casa dell'esercito'): secondo la vecchia interpretazione un insieme di stanze e cortili attorno a una spianata quadrata adibita a ricevimenti di militari e ad uso difensivo, pertanto molto austera sotto il profilo architettonico e oggi adibita a giardino. Ormai, però, si è fatta strada una nuova ipotesi: che l'intero edificio fosse a disposizione del personale amministrativo e lo si è perciò denominato la 'Casa dei Ministri'.

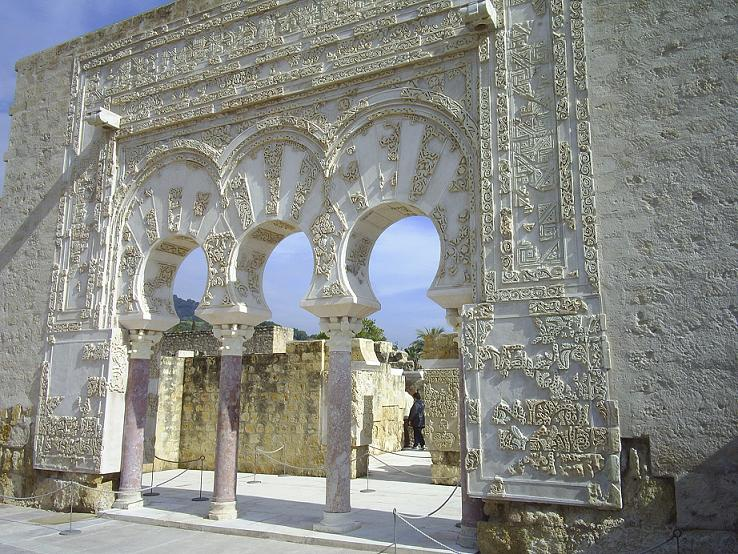
La Porta del hajib (in spagnolo Primer Ministro)

A ovest del giardino oggi esistente, di fronte alla caserma, si trovavano le stalle e la zona residenziale privata del castello, con la 'Casa di Jaʿfar', hājib del califfo ʿAbd al-Rahmān III, e le stanze della servitù. 
A est si trova il 'Portico Grande', collegato alla caserma da una serie di viuzze a rampa, probabilmente per poterne permettere il transito a truppe a cavallo. Il Portico Grande era la facciata con portici di una piazza d'armi molto grande dove è probabile che si tenessero le parate militari.
Scendendo ulteriormente verso l'ultimo livello terrazzato, si può vedere la moschea-cattedrale, orientata verso sud-est ed esterna alle mura, così da poter essere fruita dalla popolazione che viveva intorno alla città califfale. Esisteva comunque un passaggio ad uso esclusivo del califfo, in arabo detto sabat. Davanti alla moschea si trova ancora un gruppetto di stanze che vengono identificate come la 'Casa dell'elemosina' (in arabo dār al-sadaqa). La moschea è a pianta rettangolare e le sue parti fondamentali (cortile, sala delle preghiere e minareto, sono disposte secondo lo schema classico dell'occidente islamico.

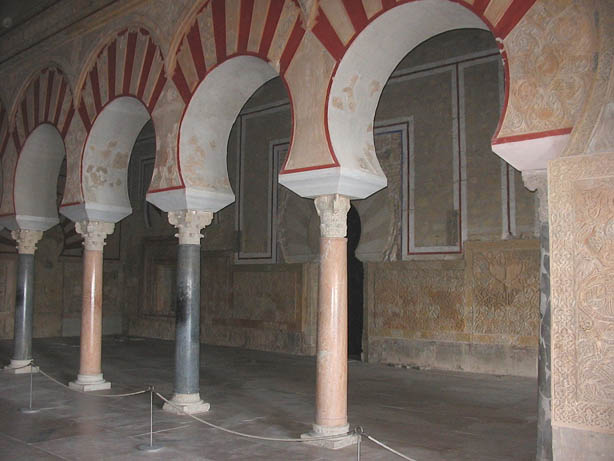
Il cosiddetto Salón Rico

Infine, attraverso un passaggio sul quale si apre una serie di stanze rivestite di marmo bianco, tra le quali si trovano i bagni (in arabo hammām), si giunge al salone di 'Abd al-Rahmān III, che doveva essere una sala di ricevimento tra le più sontuose e maestose mai viste, posta al centro di un insieme formato da un padiglione, quattro piscine e un grande giardino. Il salone era decorato con grandi pannelli di pietra intagliata a motivi floreali e geometrici, oltre ad iscrizioni epigrafiche, che attestano gli anni di costruzione: tra il 953 e il 957. Esso costituisce una novità assoluta nell'arte islamica dell'epoca, dal momento che ha pianta rettangolare, come quella di una basilica a tre navate longitudinali, con una navata trasversale all'entrata che fa da portico.
Nella parte più alta del castello si trovavano gli appartamenti reali (in arabo dār al-mulk, la 'Casa del potere sovrano').
La città era racchiusa da una muraglia, che comunque costituiva più un limite territoriale che un dispositivo di vera difesa. È stato scavato solo il tratto centrale del muro a nord, costruito in pietra calcarea, come tutta la città. All'esterno la muraglia è rinforzata da torri rettangolari e all'interno presenta dei contrafforti di rinforzo strutturale, per contenere il terreno di riporto. 
La strada che portava a Cordova partiva da una porta che si apriva al centro della parte nord della muraglia. È questo l'accesso al castello che presenta la forma 'a gomito', frequentemente utilizzata nell'architettura militare islamica. 
Lo stato della muraglia come la si osserva oggi, è frutto del restauro realizzato negli anni trenta del secolo XX da Félix Hernández, poiché la quasi totalità della struttura muraria originale era scomparsa a seguito delle spogliazioni sofferte dalle mura.